# DT64

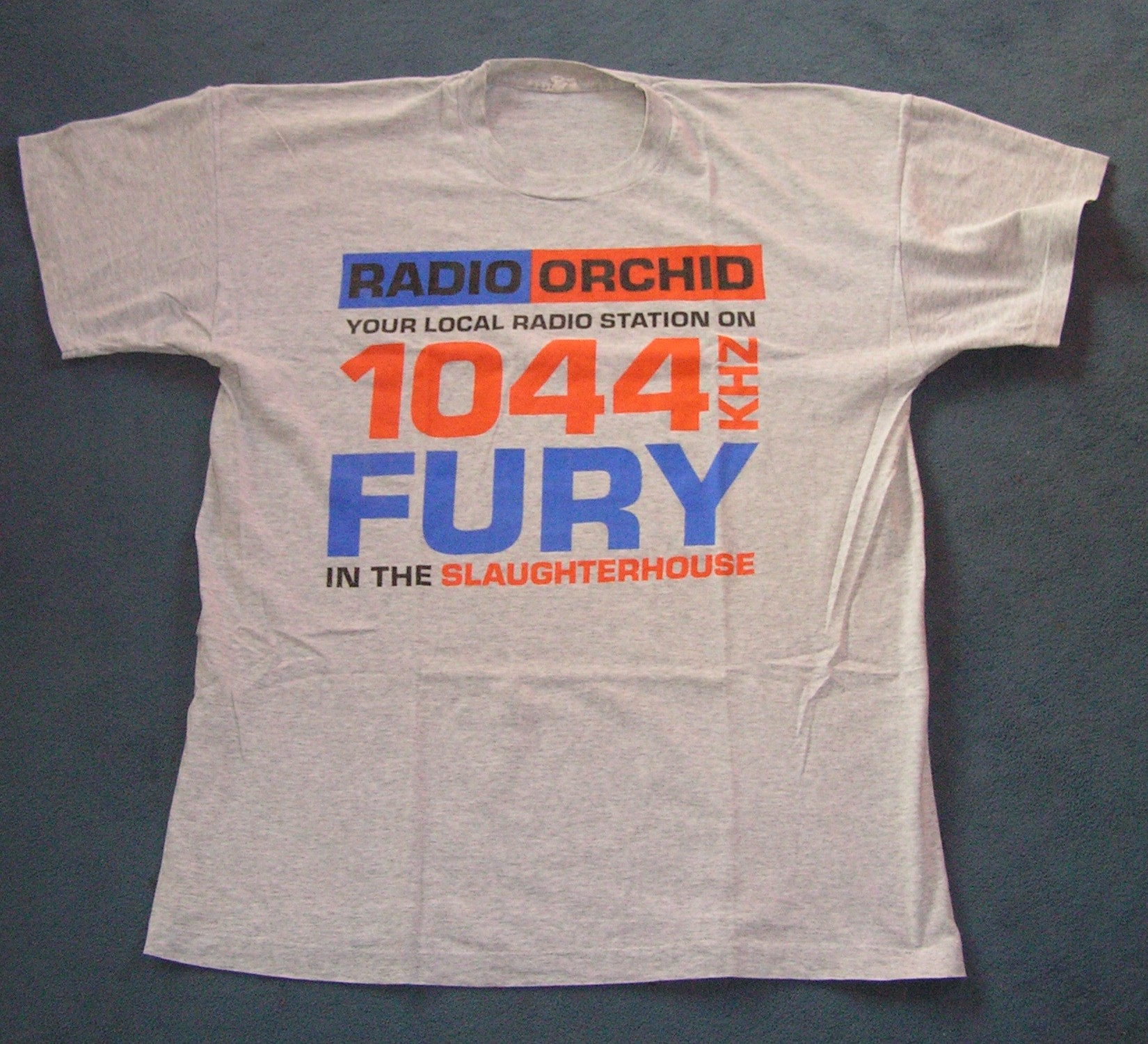
Koszulka z czasów protestów przeciw zamknięciu stacji w 1993 r.

DT64 – początkowo program radiowy a od 1986 r. rozgłośnia radiowa w Niemieckiej Republice Demokratycznej działające w strukturze Rundfunk der DDR, związane z FDJ. Program powstał w 1964 r., a rozgłośnia przestała działać pod swoim dotychczasowym szyldem w 1993 r., cztery lata po zjednoczeniu Niemiec. Kluczowe zmiany w radiu poprzedziły fale protestów. Następcą radia jest MDR Sputnik.

## Historia do 1989
Radio powstało w 1964 r. z okazji odbywającego się w NRD co 10 lat zjazdu młodzieży pod nazwą Deutschlandtreffen der Jugend i początkowo miało nadawać tylko podczas trwania imprezy. Jednak program, na który składała się w dużej mierze muzyka rockowa, okazał się tak bardzo popularny, że rząd NRD zgodził się na utrzymanie radia w formie codziennego półtora-, a później trzygodzinnego programu nadawanego w godzinach popołudniowych. Od 1981 r. audycja trwała 5 godzin i nadawana była przez Stimme der DDR – program radia NRD dla zagranicy.
7 marca 1986 z połączenia dwóch audycji - DT64 i Hallo - das Jugendjournal - utworzono nową stację radiową, nadającą w systemie radiofonii Niemieckiej Republiki Demokratycznej. Wkrótce po rozpoczęciu działalności stacja nadawała 20 godzin programu dziennie. Radio docierało do 93 proc. mieszkańców kraju, a liczbę stałych i okazjonalnych słuchaczy szacowano na 67,6 procent. Program radia wypełniała muzyka rockowa, pop i jazz oraz programy słowne. Roczny budżet stacji na zakup zachodnich płyt wynosił 100 dolarów. Podczas wydarzeń berlińskich, burzenia Muru Berlińskiego i cotygodniowych demonstracji w Lipsku stacja prowadziła bezpośrednie transmisje.

## Po zjednoczeniu Niemiec
Po przełomie politycznym nastąpiło przystosowywanie mediów do nowej sytuacji. Rozgłośnie radiowe i telewizyjne wtopiono w struktury publicznych mediów NRD. Początkowo radio DT64 jako jedyny program z NRD nie podlegało tym zmianom, a stacja poszerzyła swój czas nadawania do 24 godzin na dobę. 7 września 1990 dwanaście częstotliwości spoza aglomeracji Berlina przekazano radiu RIAS, co wywołało masowe protesty w całym kraju. Następnego dnia częstotliwości zostały oddane radiu DT64. Jednak na mocy artykułu 36 układu zjednoczeniowego sytuacja radia musiała zostać rozwiązana do 31 grudnia 1991 mimo fali protestów w całych wschodnich Niemczech i gorącej atmosfery wokół rozgłośni. 12 grudnia 1991 Bundestag obradował w sprawie zakończenia działalności radia, lecz nie przyjęto konkretnego rozwiązania. 15 czerwca 1992 nowy właściciel rozgłośni, MDR, przerwał nadawanie programu na falach UKF, od tej pory emisja trwała tylko na falach średnich. 19 czerwca 1992 radio nadało 12-godzinną audycję Superradio 2000 O będącą parodią stacji komercyjnych i mającą uświadomić słuchaczom, co niosą ze sobą media komercyjne. Ostatni program radio nadało 1 maja 1993, od tamtego dnia działa pod nazwą radio Sputnik. Właścicielem stacji jest MDR.